# Základní akustické veličiny

## Akustický tlak
Zvuková vlna je rozruch v hmotném prostředí, který se projevuje zřeďováním a zhušťováním tohoto prostředí. V místech s vyšší hustotou je vyšší tlak v místech se zředěným prostředím je nižší tlak. Za akustický tlak p jsou označovány tyto změny tlaku oproti tlaku rovnovážnému (např. atmosférickému ve vzduchu). Jedná se o skalární veličinu. Velikostí akustického tlaku, pokud není uvedeno jinak, se rozumí jeho efektivní hodnota a uvádí se v jednotce Pa.

## Akustická (objemová) rychlost
Akustická vlna je tvořena hmotnými částicemi kmitajícími v prostředí kolem rovnovážné polohy. Body se stejnou fází vytvářejí v prostoru plochu obecného tvaru nazývanou vlnoplocha. Bodový zdroj zvuku vytváří vlnění s kulovými vlnoplochami (kulová vlna), ve velké vzdálenosti od zdroje zvuku je zpravidla možné považovat vlnoplochy za rovnoběžné roviny (rovinná vlna).
Částice se pohybují v tekutinách ve směru kolmém na vlnoplochu rychlostí v. Jejich pohyb vytváří v prostoru těleso, jehož objem se za jednotku času změní o hodnotu danou součinem velikosti plochy vlnoplochy a rychlosti pohybu částic. Pro rovinnou vlnu je tímto tělesem kvádr. Tato rychlost změny objemu je nazývána akustická nebo také objemová rychlost w a její jednotkou je m3 / s.
```

  

    

      

        
w

        
 

        
=

        
 

        
v

        
S

      

    

    
{\displaystyle w~=~vS}

  

```

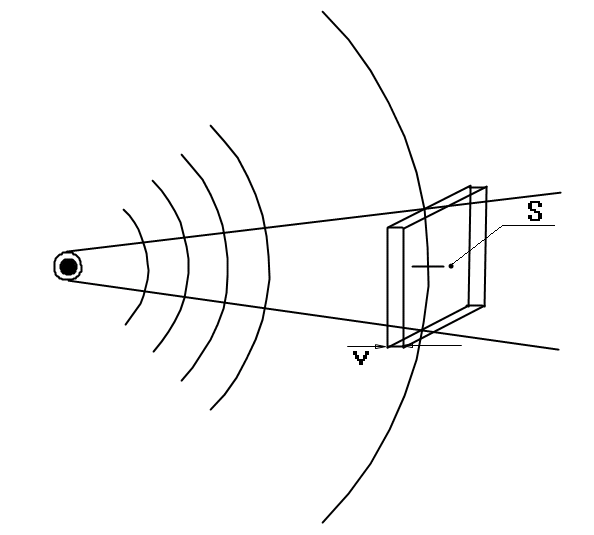
K výkladu pojmu objemová rychlost

Akustická objemová rychlost má kromě velikosti také směr, jedná se proto o vektorovou veličinu. V plynném prostředí je směr objemové rychlosti vždy kolmý na vlnoplochy vlnění a shodný se směrem šíření zvukové vlny, jedná se proto o podélné vlnění. V pevných látkách se může zvuk šířit více způsoby – zákonitosti jsou složitější. Pokud není uvedeno jinak udává se efektivní hodnota velikosti objemové rychlosti.

## Intenzita zvuku
Intenzita zvuku v daném bodu představuje výkon vyzářený do prostoru v podobě akustické vlny vztažený na jednotku plochy vlnoplochy procházející daným bodem. Jednotkou intenzity zvuku je W / m2.
```

  

    

      

        
I

        
 

        
=

        
 

        

          

            
P

            
S

          

        

      

    

    
{\displaystyle I~=~{\frac {P}{S}}}

  

```

Intenzitu zvuku je možné také stanovit jako součin efektivních hodnot akustického tlaku a objemové rychlosti vztažený na jednotku plochy vlnoplochy procházející daným bodem.

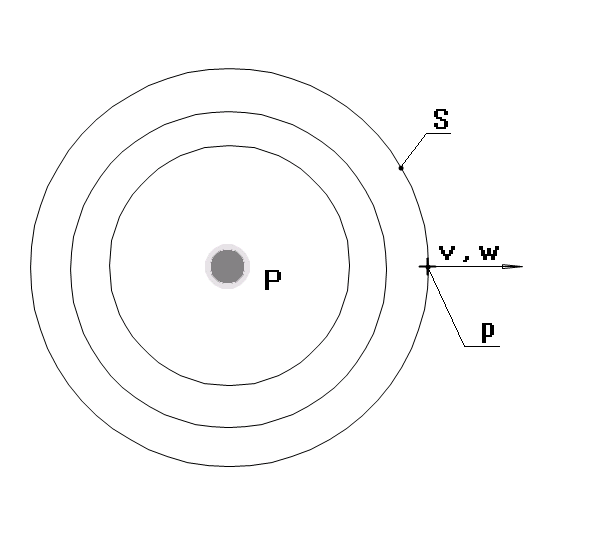
K výkladu významu intenzity zvuku

```

  

    

      

        
I

        
 

        
=

        
 

        

          

            

              
p

              
w

            

            
S

          

        

        
 

        
=

        
 

        
p

        
v

      

    

    
{\displaystyle I~=~{\frac {pw}{S}}~=~pv}

  

```

## Rychlost šíření zvuku
Rychlost šíření zvuku je rychlost, jakou se v prostoru šíří akustický vzruch v podobě akustické vlny. Pro adiabatický děj (nestačí se vyměňovat teplo) v plynném prostředí lze ze stavové rovnice ideálního plynu odvodit pro rychlost šíření vztah:
```

  

    

      

        
c

        
 

        
=

        
 

        

          

            

              

                
κ

                

                  
p

                  

                    
c

                  

                

              

              
ρ

            

          

        

      

    

    
{\displaystyle c~=~{\sqrt {\frac {\kappa p_{c}}{\rho }}}}

  

, kde je
κ     Poissonova konstanta
p
c
    barometrický tlak
ρ     hustota plynu
```

## Akustická impedance
Pojmem akustická impedance jsou často označovány tři odlišné pojmy, které je nutné rozlišovat:
- Akustická impedance je poměr akustického tlaku a objemové rychlosti. Při harmonickém kmitání může být mezi akustickým tlakem a objemovou rychlostí fázový posun, proto je akustická impedance v symbolickém vyjádření obecně komplexního charakteru:

```

  

    

      

        

          

            
Z

          

          

            
a

          

        

        
 

        
=

        
 

        

          

            

              
p

            

            

              
w

            

          

        

        
 

        
=

        
 

        

          

            

              
p

            

            

              

                
v

              

              
S

            

          

        

      

    

    
{\displaystyle \mathbf {Z} _{a}~=~{\frac {\mathbf {p} }{\mathbf {w} }}~=~{\frac {\mathbf {p} }{\mathbf {v} S}}}

  

```

Objemovou rychlost w pro plochu S můžeme vyjádřit jako součin rychlosti kmitání hmotných částic v a plochy S.
- Měrná akustická impedance nazývaná též vlnovou impedancí prostředí je akustická impedance vztažená k jednotkové ploše. Tato veličina je dána vlastnostmi prostředí a nezávisí na rozměrech a tvaru akustické soustavy:

```

  

    

      

        

          

            
z

          

          

            
a

          

        

        
 

        
=

        
 

        

          

            

              
p

            

            

              
v

            

          

        

      

    

    
{\displaystyle \mathbf {z} _{a}~=~{\frac {\mathbf {p} }{\mathbf {v} }}}

  

```

Pro adiabatické děje při šíření zvuku vzduchem má měrná akustická impedance neboli vlnová impedance prostředí velikost:
```

  

    

      

        

          
z

          

            
a

          

        

        
 

        
=

        
 

        
ρ

        
c

        
 

        
=

        
 

        

          

            
κ

            

              
p

              

                
c

              

            

            
ρ

          

        

      

    

    
{\displaystyle z_{a}~=~\rho c~=~{\sqrt {\kappa p_{c}\rho }}}

  

```

- Mechanická impedance akustické soustavy je poměr síly působící na akustickou soustavu a rychlosti kmitání hmotných částic v:

```

  

    

      

        

          

            
Z

          

          

            
m

          

        

        
 

        
=

        
 

        

          

            

              
F

            

            

              
v

            

          

        

      

    

    
{\displaystyle \mathbf {Z} _{m}~=~{\frac {\mathbf {F} }{\mathbf {v} }}}

  

```

Vyjádříme-li sílu a rychlost pomocí akustických veličin – akustický tlak a objemová rychlost dostaneme vztah mezi mechanickou a akustickou impedancí:
```

  

    

      

        

          

            
Z

          

          

            
m

          

        

        
 

        
=

        
 

        

          

            

              
F

            

            

              
v

            

          

        

        
 

        
=

        
 

        

          

            

              

                
p

              

              

                
S

                

                  
2

                

              

            

            

              
w

            

          

        

        
 

        
=

        
 

        

          

            
Z

          

          

            
a

          

        

        

          
S

          

            
2

          

        

      

    

    
{\displaystyle \mathbf {Z} _{m}~=~{\frac {\mathbf {F} }{\mathbf {v} }}~=~{\frac {\mathbf {p} S^{2}}{\mathbf {w} }}~=~\mathbf {Z} _{a}S^{2}}

  

```

Akustická soustava o příčném průřezu S a akustické impedanci Za zatěžuje mechanickou soustavu impedancí {\displaystyle Z_{m}~=~Z_{a}S^{2}}.

## Akustická hmotnost
Budeme vycházet, že zvuková vlna prochází hrdlem, které je mnohem kratší než délka vlny a má tak malý objem, aby nedocházelo ke stlačování sloupce plynu v hrdle. Zároveň se nebudeme nyní zabývat tření částic vzduchu o stěny hrdla. Za těchto předpokladů bude celý sloupec vzduchu v hrdle kmitat jako píst. Kmitající píst bude mít hmotnost m danou hustotou plynu ρ a průřezem S a délkou hrdla l:
```

  

    

      

        
m

        
 

        
=

        
 

        
ρ

        
S

        
l

      

    

    
{\displaystyle m~=~\rho Sl}

  

```

Na tento píst bude působit akustický tlak p silou F:
```

  

    

      

        
F

        
 

        
=

        
 

        
p

        
S

      

    

    
{\displaystyle F~=~pS}

  

```

Pohyb pístu bude urychlován zrychlením a, které představuje časovou změnu rychlosti pohybu pístu v. Rychlost pohybu pístu má za následek objemovou rychlost w v hrdle pístu:
```

  

    

      

        
a

        
 

        
=

        
 

        

          

            

              
Δ

              
v

            

            

              
Δ

              
t

            

          

        

        
 

        
=

        
 

        

          

            

              
Δ

              
w

            

            

              
S

              
Δ

              
t

            

          

        

      

    

    
{\displaystyle a~=~{\frac {\Delta v}{\Delta t}}~=~{\frac {\Delta w}{S\Delta t}}}

  

```

Jestliže nyní vyjádříme zrychlující sílu podle 2. Newtonova zákona a dosadíme uvedené vztahu dostaneme:
```

  

    

      

        
F

        
 

        
=

        
 

        
p

        
S

        
 

        
=

        
 

        
m

        
a

        
 

        
=

        
 

        
m

        

          

            

              
Δ

              
w

            

            

              
S

              
Δ

              
t

            

          

        

      

    

    
{\displaystyle F~=~pS~=~ma~=~m{\frac {\Delta w}{S\Delta t}}}

  

```

Vyjádříme nyní závislost akustického tlaku na objemové rychlosti v hrdle:
```

  

    

      

        
p

        
 

        
=

        
 

        

          

            

              
ρ

              
l

            

            
S

          

        

        

          

            

              
Δ

              
w

            

            

              
Δ

              
t

            

          

        

      

    

    
{\displaystyle p~=~{\frac {\rho l}{S}}{\frac {\Delta w}{\Delta t}}}

  

```

Poměr akustického tlaku a časové změny objemové rychlosti se nazývá akustická hmotnost ma a je roven:
```

  

    

      

        

          
m

          

            
a

          

        

        
 

        
=

        
 

        

          

            

              
ρ

              
l

            

            
S

          

        

      

    

    
{\displaystyle m_{a}~=~{\frac {\rho l}{S}}}

  

```

## Akustická poddajnost
Zvuková vlna se šíří v uzavřeném prostoru rozměrů podstatně menších než je vlnová délka zvukové vlny. Předpokládejme, že změny tlaku a objemu vlivem šíření zvukové vlny probíhají tak rychle, že nedochází k výměně tepelné energie s okolím – jedná se o adiabatický děj. Tento děj je popsán rovnicí:
```

  

    

      

        

          
p

          

            
c

          

        

        

          
V

          

            
c

          

        

        

          

          

          

            
κ

          

        

        
 

        
=

        
 

        
k

        
o

        
n

        
s

        
t

      

    

    
{\displaystyle p_{c}V_{c}{}^{\kappa }~=~konst}

  

, kde je
p
c
     celkový tlak,
V
c
     celkový objem
κ      Poissonova konstanta
```

Pro malé změny tlaku a objemu, které představuje akustická vlna, lze z uvedené rovnice odvodit:
```

  

    

      

        
Δ

        
p

        

          
V

          

            
c

          

        

        

          

          

          

            
κ

          

        

        
+

        
κ

        

          
p

          

            
c

          

        

        

          
V

          

            
c

          

        

        

          

          

          

            
κ

            
−

            
1

          

        

        
Δ

        
V

        
 

        
=

        
 

        
0

      

    

    
{\displaystyle \Delta pV_{c}{}^{\kappa }+\kappa p_{c}V_{c}{}^{\kappa -1}\Delta V~=~0}

  

```

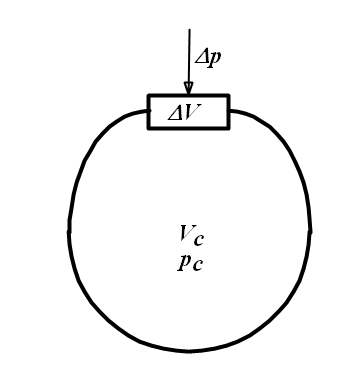
Význam akustické poddajnosti

Změna tlaku představuje akustický tlak p a změna objemu představuje objemové posunutí (obdoba výchylky) Ya. Z rovnice lze dále vyjádřit poměr změny objemu a změny tlaku:
```

  

    

      

        

          

            

              
Δ

              
V

            

            

              
Δ

              
p

            

          

        

        
 

        
=

        
 

        

          

            

              
Y

              

                
a

              

            

            
p

          

        

        
 

        
=

        
 

        
−

        

          

            

              
V

              

                
c

              

            

            

              
κ

              

                
p

                

                  
c

                

              

            

          

        

      

    

    
{\displaystyle {\frac {\Delta V}{\Delta p}}~=~{\frac {Y_{a}}{p}}~=~-{\frac {V_{c}}{\kappa p_{c}}}}

  

```

Tento poměr vyjadřuje kolikrát se zmenší objem plynného prostředí při jednotkovém vzrůstu tlaku. Vyjadřuje poddajnost prostředí pro změny tlaku. Záporné znaménko reprezentující fázový posun se zanedbává a tento poměr se nazývá akustická poddajnost:
```

  

    

      

        

          
c

          

            
a

          

        

        
 

        
=

        
 

        

          

            

              
V

              

                
c

              

            

            

              
κ

              

                
p

                

                  
c

                

              

            

          

        

      

    

    
{\displaystyle c_{a}~=~{\frac {V_{c}}{\kappa p_{c}}}}

  

```

## Akustický odpor
Akustický odpor je důsledkem tření hmotných částic o povrch zvukovodu a o sebe navzájem. Tento jev je u tekutin popisován veličinou dynamická viskozita η. Představme si trubici kruhového průřezu, souřadnici podél trubice označíme x a souřadnici od osy k okraji trubice y. Trubice má poloměr R.

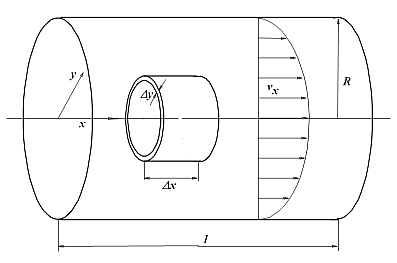
Akustický odpor - význam veličin

Na povrchu trubice (y = R) bude rychlost částic nulová a do středu se bude zvyšovat. V ose trubice bude rychlost největší. Vrstvy částic se budou po sobě třít (laminární proudění). Síla uvádějící tekutinu do pohybu vztažená na jednotku povrchu vrstvy v hloubce y a v místě x trubice τxy je dána součinem činitele dynamické viskozity η a změny rychlosti v místě x vx podél souřadnice y:
```

  

    

      

        

          
τ

          

            
x

            
y

          

        

        
 

        
=

        
 

        
η

        

          

            

              
Δ

              

                
v

                

                  
x

                

              

            

            

              
Δ

              
y

            

          

        

      

    

    
{\displaystyle \tau _{xy}~=~\eta {\frac {\Delta v_{x}}{\Delta y}}}

  

```

Váleček o průměru y a délce Δx klade odpor při udržování v pohybu silou rovnající součinu povrchu válečku a τxy:
```

  

    

      

        
Δ

        

          
F

          

            
R

          

        

        
 

        
=

        
 

        
2

        
π

        
y

        
Δ

        
x

        

          
τ

          

            
x

            
y

          

        

        
 

        
=

        
 

        
2

        
π

        
y

        
Δ

        
x

        
η

        

          

            

              
Δ

              

                
v

                

                  
x

                

              

            

            

              
Δ

              
y

            

          

        

      

    

    
{\displaystyle \Delta F_{R}~=~2\pi y\Delta x\tau _{xy}~=~2\pi y\Delta x\eta {\frac {\Delta v_{x}}{\Delta y}}}

  

```

Tato síla je v rovnováze se silou, kterou na čelo válečku působí akustický tlak:
```

  

    

      

        
F

        
 

        
=

        
 

        
p

        

          
S

          

            
y

          

        

        
 

        
=

        
 

        
p

        
π

        

          
y

          

            
2

          

        

      

    

    
{\displaystyle F~=~pS_{y}~=~p\pi y^{2}}

  

```

Z rovnosti obou těchto sil získáme hodnotu rychlosti v místě x a v hloubce y:
```

  

    

      

        

          
v

          

            
x

          

        

        
 

        
=

        
 

        

          

            
1

            

              
4

              
η

            

          

        

        
(

        

          
R

          

            
2

          

        

        
−

        

          
y

          

            
2

          

        

        
)

        

          

            

              
p

              

                
x

              

            

            
l

          

        

      

    

    
{\displaystyle v_{x}~=~{\frac {1}{4\eta }}(R^{2}-y^{2}){\frac {p_{x}}{l}}}

  

```

Akustický tlak, který působí na další váleček ve směru šíření bude menší a rychlost pohybu částic dalšího válečku bude také menší – zvuková vlna je tlumena. Pokud nyní vypočteme objemovou rychlost postupným načítáním součinů rychlostí podél osy y od středu trubice až k povrchu plochami mezikruží tvořícími jednotlivé vrstvy dostaneme:
```

  

    

      

        
w

        
 

        
=

        
 

        

          

            

              
π

              

                
R

                

                  
4

                

              

            

            

              
8

              
η

              
l

            

          

        

        
p

      

    

    
{\displaystyle w~=~{\frac {\pi R^{4}}{8\eta l}}p}

  

```

Dostali jsme vztah mezi objemovou rychlostí a akustickým tlakem. Z tohoto vztahu určíme akustickou impedanci jako poměr akustického tlaku a objemové rychlosti. Ta představuje akustický odpor trubice kruhového průřezu o poloměru R a délky l:
```

  

    

      

        

          
r

          

            
a

          

        

        
 

        
=

        
 

        

          

            
p

            
w

          

        

        
 

        
=

        
 

        

          

            

              
8

              
η

              
l

            

            

              
π

              

                
R

                

                  
4

                

              

            

          

        

      

    

    
{\displaystyle r_{a}~=~{\frac {p}{w}}~=~{\frac {8\eta l}{\pi R^{4}}}}

  

```

Pro obdélníkovou štěrbinu bychom podobným postupem odvodili akustický odpor:
```

  

    

      

        

          
r

          

            
a

          

        

        
 

        
=

        
 

        

          

            
p

            
w

          

        

        
 

        
=

        
 

        

          

            

              
12

              
η

              
l

            

            

              
b

              

                
h

                

                  
3

                

              

            

          

        

      

    

    
{\displaystyle r_{a}~=~{\frac {p}{w}}~=~{\frac {12\eta l}{bh^{3}}}}

  

, kde

b
     je větší rozměr průřezu štěrbiny

h
     je menší rozměr průřezu štěrbiny

l
     je délka štěrbiny
```